# Трудоголики
«Трудоголики» (англ. Workaholics) — американский комедийный телесериал, транслировавшийся на канале Comedy Central с 6 апреля 2011 по 15 марта 2017 года. В центре сюжета — трое лучших друзей, работающих и живущих вместе.

## Сюжет
Трое главных героев встретились в колледже, откуда вскоре были отчислены. Теперь они живут вместе в Ранчо-Кукамонга, Калифорния, где совмещают работу в телемаркетинговой компании «TelAmeriCorp» днём и вечеринки ночью.

## Актёры и персонажи

### Главные персонажи
- Блейк Андерсон — Блейк Хендерсон
- Адам Дивайн — Адам Димамп
- Андерс Холм — Андерс «Дерс» Холмвик
- Джиллиан Белл — Джиллиан Белк (1 сезон; также 4-7 сезоны)
- Мэрибет Монро — Элис Мёрфи (1 сезон; также 4-7 сезоны)
- Эрик Гриффин — Монтез Волкер

### Второстепенные персонажи
- Кайл Ньюачек — Карл Хьюачек
- Билл Стивенсон — Билл (4-7 сезоны)
- Тим Бэгли — Скотт (1 эпизод)

## Обзор сезонов
| Сезон | Эпизоды | Оригинальная дата показа | Оригинальная дата показа |
| Сезон | Эпизоды | Премьера сезона          | Финал сезона             |
| ----- | ------- | ------------------------ | ------------------------ |
| 1     | 10      | 6 апреля 2011            | 8 июня 2011              |
| 2     | 10      | 9 октября 2011           | 22 ноября 2011           |
| 3     | 20      | 29 мая 2012              | 20 марта 2013            |
| 4     | 13      | 22 января 2014           | 16 апреля 2014           |
| 5     | 13      | 14 января 2015           | 8 апреля 2015            |
| 6     | 10      | 14 января 2016           | 17 марта 2016            |
| 7     | 10      | 11 января 2017           | 15 марта 2017            |